# Aligoté

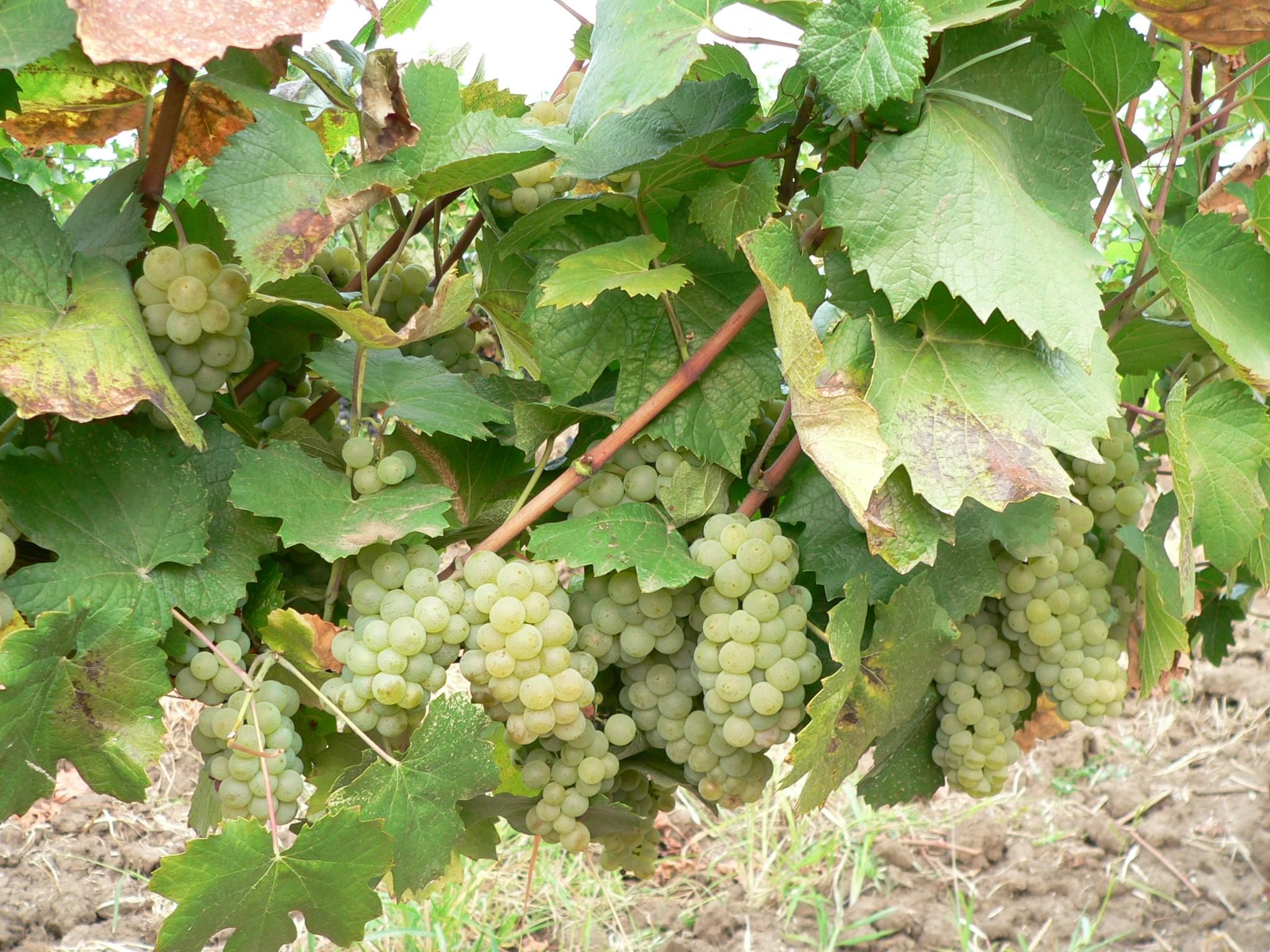
Soi de struguri

Aligoté este un soi de viță de vie utilizată pentru a produce sortimentul de vin cu același nume. 
Vinul obținut este alb, cu un gust specific ușor de pelin și de cicoare, alții identificând miresme de fructe. Este un vin semisec spre sec, originar din zona Burgundia (Franța), de unde s-a răspândit, aclimatizându-se  foarte bine în România, Bulgaria, Crimeea, Caucaz etc. Mulți preferă acest soi celui Chardonnay provenit din aceeași zonă. Merge foarte bine la mesele copioase, cu vânat, fripturi și grătar. Marile podgorii din Vrancea și Dobrogea cultivă acest soi de "cursă lungă".
Perioada de maturare: semitârzie.
Utilizare: pentru producerea vinurilor albe de calitate, a vinurilor brute pentru spumante și a sucurilor de struguri.
Recoltă: 11-13t/ha.
Caracteristicile strugurilor: mici sau mijlocii, cilindrici sau cilindro-conici, aripați sau puțin lărgiți la bază.
Caracteristicile boabelor: mijlocii, sferice, uneori deformate, de culoare verde deschisă, slab gălbuie cu nuanțe arămii. Pielița este subțire și elastică. Conținutul este suculent.	  